# Ecnomus saddhatissa
Ecnomus saddhatissa är en nattsländeart som beskrevs av Schmid 1958. Ecnomus saddhatissa ingår i släktet Ecnomus och familjen trattnattsländor. Inga underarter finns listade i Catalogue of Life.